# Melchor Liñán y Cisneros

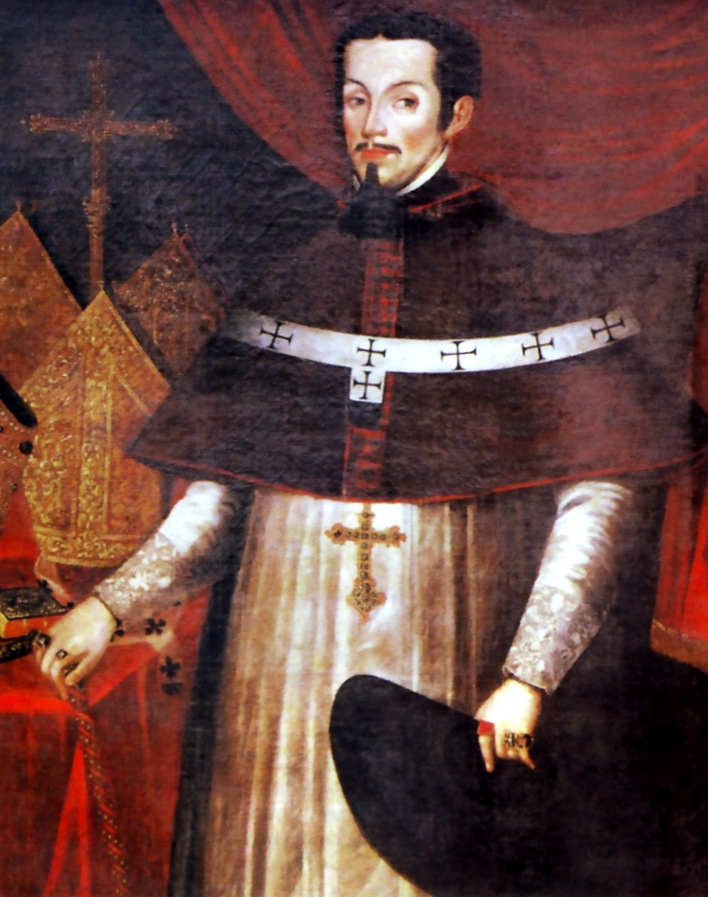
Melchor de Liñán y Cisneros, Erzbischof von Lima

Melchor de Liñán y Cisneros (* 16. Dezember 1629 in Torrelaguna, Spanien; † 28. Juni 1708 in Lima, heute Peru) war ein spanischer Bischof und Kolonialverwalter, der zeitweise auch als Vizekönig von Peru amtierte.

## Leben

### Herkunft und Jugend
Melchor de Liñán y Cisneros entstammte einer Familie des spanischen Hochadels. Er studierte an der Universität Alcalá und erwarb dort den Doktortitel in Theologie. Im Jahr 1661 übernahm er das Pfarramt in Santa Maria de Buitrago und von San Salvador in Madrid.

### Karriere in der Neuen Welt
König Philipp IV. ernannte ihn 1664 zum Bischof von Santa Marta im heutigen Kolumbien. Liñán schiffte sich nach Südamerika ein und erreichte Cartagena im November 1664. Im Jahr 1665 empfing er durch den Bischof von Cartagena, Antonio Sanz Lozano, die Bischofsweihe. Bereits am 26. Januar 1668 wurde er zum Bischof von Popayán ernannt.
Im Jahr 1671 entsandte ihn der König als Kontrolleur (visitador) ins heutige Bogotá. Er sollte dort die Amtsführung des Neuen Königreiches von Granada untersuchen, das zu dieser Zeit vom Präsidenten der Real Audiencia, Diego de Villalba y Toledo geführt wurde. Er ersetzte Villalba und übernahm am 2. Juni 1671 selbst als Gouverneur und Generalkapitän vorübergehend die Leitung der Kolonie. Zugleich amtierte er als Präsident der Real Audiencia.
Während seiner Amtszeit als Gouverneur von Neu-Granada wurde er am 24. Februar 1672 zum Erzbischof von La Plata o Charcas ernannt. Er beendete 1674 seine Amtszeit als Gouverneur und Generalkapitän und begab sich nach Popayán, um seine Diözese an seinen Nachfolger Cristóval Bernaldo de Quirós zu übergeben; von dort ging er nach Charcas.
Am 14. Juni 1677 wurde er zum Erzbischof von Lima ernannt und trat dieses Amt am 14. Februar 1678 an. Kaum im Amt, erreichte ihn in Lima die Nachricht, dass der König den Vizekönig Baltasar de la Cueva Enríquez abgesetzt hatte und er sein Amt vorübergehend übernehmen sollte. Ab dem 7. Juli 1678 amtierte Liñán als Vizekönig.
Während seiner Amtszeit wurden die Verteidigungsanlagen des Hafens von Callao ausgebaut, um die Stadt besser vor Piraten zu schützen. Liñán setzte sich für die Erweiterung des Lehrplans der Universidad San Marcos um das Fach Mathematik ein.
Am 20. Dezember 1681 übergab er das Amt des Vizekönigs an seinen Nachfolger, Melchor de Navarra y Rocafull, Herzog von Palata. Im Jahr 1683 erhob ihn der spanische König für seine Verdienste in den Rang eines Grafen und verlieh ihm den Titel Conde de la Puebla de los Valles. Im Amt des Erzbischofs von Lima blieb er bis zu seinem Tod im Juni 1708.